# Municipio de Rutland (Minnesota)
El municipio de Rutland (en inglés: Rutland Township) es un municipio ubicado en el condado de Martin en el estado estadounidense de Minnesota. En el año 2010 tenía una población de 437 habitantes y una densidad poblacional de 4,56 personas por km².

## Geografía
El municipio de Rutland se encuentra ubicado en las coordenadas 43°42′33″N 94°26′2″O / 43.70917, -94.43389. Según la Oficina del Censo de los Estados Unidos, el municipio tiene una superficie total de 95.82 km², de la cual 92,3 km² corresponden a tierra firme y (3,68 %) 3,52 km² es agua.

## Demografía
Según el censo de 2010, había 437 personas residiendo en el municipio de Rutland. La densidad de población era de 4,56 hab./km². De los 437 habitantes, el municipio de Rutland estaba compuesto por el 96,57 % blancos, el 0,23 % eran afroamericanos, el 0,92 % eran amerindios, el 0,69 % eran asiáticos, el 1,6 % eran de otras razas. Del total de la población el 2,06 % eran hispanos o latinos de cualquier raza.